# مطاردة المتوحشين
مطاردة المتوحشين (بالإنجليزية: Hunt for the Wilderpeople) فيلم دراما كوميدي نيوزلندي تم إنتاجه عام 2016 من إخراج تايكا وايتيتي.

## القصة
تدور أحداث القصة حول مُطاردة (بولا هول) من خدمات رعاية الأطفال تطلب في مهمة لتعقب طفل ثائر متمرد وعمه بالتبني، واللذان فُقدوا في أدغال نيوزيلندا البريّة، حيث تدور أحداث مثيرة حتى تتمكن بولا هول بمساعدة الشرطة من الأمساك بهم.

## الممثلون
- سام نيل بدور هيكتور فولكنر
- جوليان دينيسون بدور ريكي باركر
- ريما تي ويتا بدور بيلا إم. فولكنر
- ريتشيل هاوس بدور باولا هول
- أيمي رايان بدور بوني تيشلر
- أوسكار كيثلي بدور الضابط آندي[4]

## وصلات خارجية
- مطاردة المتوحشين على موقع IMDb (الإنجليزية)
- مطاردة المتوحشين على موقع ميتاكريتيك (الإنجليزية)
- مطاردة المتوحشين على موقع روتن توميتوز (الإنجليزية)
- مطاردة المتوحشين على موقع نتفليكس (الإنجليزية)
- مطاردة المتوحشين على موقع قاعدة بيانات الأفلام العربية
- مطاردة المتوحشين على موقع ألو سيني (الفرنسية)
- مطاردة المتوحشين على موقع Turner Classic Movies (الإنجليزية)
- مطاردة المتوحشين على موقع أول موفي (الإنجليزية)
- مطاردة المتوحشين على موقع بوكس أوفيس موجو (الإنجليزية)
- مطاردة المتوحشين على موقع فيلمافينيتي (الإسبانية)